# Alexandre (escolário)
Alexandre (em grego: Αλέξανδρος; romaniz.: Aléxandros; em latim: Alexandrus) foi um oficial militar do século VI, ativo durante o reinado do imperador Justiniano (r. 527–565).

## Vida
Alexandre era esposo de Sinésia, com quem gerou o patriarca Eutíquio de Constantinopla. Serviu como escolário, ou seja, membro da unidade das escolas palatinas, e era o braço-direito do general Belisário durante o conflito do Império Bizantino com o Reino Ostrogótico na Itália. Sua atuação no combate, contudo, não é detalhada nas fontes. Segundo o hagiógrafo Eustrácio, que escreveu a Vida de Eutíquio, era bravo na guerra e foi muito honrado pelo imperador junto a outras pessoas de alta posição. É possível que seja o comandante homônimo que esteve ativo à época.